# Sztuka sarmacka
Sztuka sarmacka – sztuka stosowana irańskich ludów koczowniczo-pasterskich, jedno z samoistnych odgałęzień tak zwanego scyto-syberyjskiego "stylu zwierzęcego", różniące się od niego motywami i sposobami zdobnictwa. 
Sztuka sarmacka dzielona jest na cztery okresy:
- styl sauromacki – VI-IV w. p.n.e.
- styl protosarmacki (prochorowski) – IV-II w. p.n.e.
- styl środkowosarmacki (susłowski) – II w. p.n.e. – I w. n.e.
- styl późnosarmacki (alański) – do IV w.

Wędrujący ze wschodu na zachód Sarmaci wyparli Scytów, przejmując charakterystyczne motywy i styl sztuki scytyjskiej. Sztukę Sarmatów cechuje większa stylizacja motywów animalistycznych, aż do schematyzacji form, oraz wyraźne podporządkowanie ornamentyki kształtom ozdabianych przedmiotów. Ciała zwierząt, w zależności od potrzeb, wydłużano lub skracano, dostosowując rzeźbę do formy, np. pierścienia. Od IV w. następuje "barokizacja" form. Liczne złote ozdoby są łączone z greckimi gemmami.
Sarmaci zapożyczyli od Scytów tematykę zwierzęcą, a od ludów syberyjskich wielobarwne zdobnictwo (w tym stosowanie inkrustacji).
W czasie pobytu Gotów nad Morzem Czarnym przejęli oni sztukę miejscową od Sarmatów i przekształcili w swój charakterystyczny styl zwany stylem polichromicznym, przenosząc go dalej do zachodniej Europy w czasie wędrówki ludów.
W końcowej fazie rozwoju sztuki sarmackiej ornamentyka rozwinęła się ku formom geometrycznym. Biorąc udział w ekspansji Hunów wywierali wpływ na sztukę plemion germańskich i pośrednio na sztukę przedromańską Europy Zachodniej.